# 스카이웨스트 항공
스카이웨스트 항공(영어: SkyWest Airlines)은 미국 세인트조지 (St.George)에 본사를 둔 항공사이다. 알래스카 항공(알래스카 스카이웨스트), 아메리칸 항공(아메리칸 이글 항공), 델타 항공(델타 커넥션), 유나이티드 항공(유나이티드 익스프레스)과의 계약을 통해 주요 항공사를 운항한다. 전체적으로 기종 규모, 이용객 수, 모든 항공사 간 운항 목적지 수 등으로 측정했을 때 북아메리카에서 가장 큰 지역 항공사이다.

## 보유 기종
- 2020년 10월 기준으로 스카이웨스트 항공은 다음과 같이 보유하고 있다.